# Kepplermühle
Die Hofstelle Kepplermühle ist ein Ortsteil der Gemeinde Lindlar, Oberbergischen Kreis im Regierungsbezirk Köln in Nordrhein-Westfalen (Deutschland).

## Lage und Beschreibung
Kepplermühle (oder auch: Keppelermühle) liegt im westlichen Lindlar an dem Lennefer Bach. Der Ort wird durch die Landstraße L299 zwischen Loxsteeg und Vellingen durchschnitten.
Weitere Nachbarorte sind Hohkeppel, Müllemich und Unterbergscheid.

## Geschichte
Kepplermühle war früh Standort einer Mehlmühle. Um 1830 hatte Kepplermühle 26 Einwohner.
Aufgrund § 10 und § 14 des Köln-Gesetzes wurde 1975 die Gemeinde Hohkeppel aufgelöst und umfangreiche Teile in Lindlar eingemeindet. Darunter auch Kepplermühle.

## Busverbindungen
Haltestelle Kepplermühle:
- 398 Lindlar – Hohkeppel – (Halfenslennefe) (OVAG)
- 402 Untereschbach – Hohkeppel – Lindlar – Linde – Kürten Schulzentrum (KWS, Schulbus)
- 421 Lindlar – Immekeppel – Moitzfeld – Bensberg (RVK)